# Mansoniella
Mansoniella is een geslacht van wantsen uit de familie van de Miridae (Blindwantsen). Het geslacht werd voor het eerst wetenschappelijk beschreven door Karl Alfred Poppius in 1915.

## Soorten
Het genus bevat de volgende soorten:

- Mansoniella annulata Hu & L.Y. Zheng, 1999
- Mansoniella cervivirga C.S. Lin, 2000
- Mansoniella cinnamomi (L.Y. Zheng & G.Q. Liu, 1992)
- Mansoniella cristata Hu & L.Y. Zheng, 1999
- Mansoniella elongata Hu & L.Y. Zheng, 1999
- Mansoniella flava Hu & L.Y. Zheng, 1999
- Mansoniella formosana C.S. Lin, 2002
- Mansoniella juglandis Hu & L.Y. Zheng, 1999
- Mansoniella kungi C.S. Lin, 2001
- Mansoniella minuta Carvalho, 1981
- Mansoniella nitida Poppius, 1915
- Mansoniella rosacea Hu & L.Y. Zheng, 1999
- Mansoniella rubida Hu & L.Y. Zheng, 1999
- Mansoniella sassafri (L.Y. Zheng & G.Q. Liu, 1992)
- Mansoniella shihfanae C.S. Lin, 2000
- Mansoniella wangi (L.Y. Zheng & X.Z. Li, 1993)
- Mansoniella wuyishana C.S. Lin, 2002
- Mansoniella wuyishana Linnaeus, 2002
- Mansoniella yafanae C.S. Lin, 2000